# Александр Макензі (політик)
Алекса́ндр Маке́нзі (англ. Alexander Mackenzie; 28 січня 1822 — 17 квітня 1892) — політичний діяч Канади, підприємець. Другий прем'єр-міністр Канади (протягом 5 років: з 5 листопада 1873 по 9 жовтня 1878 рік), працював будівельним підрядчиком, редактором газети. Був лідером Ліберальної партії Канади — встиг сформувати уряд в парламенті Канади.

## Біографічні відомості
Макензі народився 1822 року в Перт-і-Кінроссі, Шотландія. Він був третім із десяти дітей у родині. Коли йому було 13, помер його батько, Александр, аби допомогти родині, почав працювати. У 1844 році іммігрував до Канади. У Канаді він розпочав політичну кар'єру. 1852 року він став редактором газети Лембтон Шілд в місті Сарнії.
У 1847 році Макензі одружився з Гелен Ніль (англ. Helene Neil) (1826—1852), яка народила в шлюбі трьох дітей, з яких тільки одна донька вижила. У 1853 році одружився з Джейн Сім (англ. Jane Sym) (1825—1893).

## Політична кар'єра
У 1873 році Макензі став лідером Ліберальної партії Канади. Через кілька місяців, після падіння уряду Макдональда внаслідок скандалу, пов'язаного з будівництвом Канадської тихоокеанської залізниці, генерал-губернатор Канади Лорд Дафферін призначив його прем'єр-міністром Канади.
Основні досягнення Макензі за час перебування на посаді прем'єр-міністра:
- ввів таємне голосування
- ініціював створення Верховного суду Канади
- ініціював створення Королівського військового Коледжу Канади в місті Кінгстоні в 1874 році
- ініціював створення Управління Генерального аудитора Канади в 1878 році
- продовжував будівництво Канадської тихоокеанської залізниці